# Briennské hrabství

Erb rodu Briennských (hrabat z Brienne)

Briennské hrabství bylo středověké hrabství ve Francii s hlavním městem Brienne-le-Château.

## Hrabata z Brienne
- Dynastie z Brienne
- Engelbert I. (asi 950 –⁠⁠⁠⁠⁠ asi 968)[1]
- Engelbert II. (asi 968 –⁠⁠⁠⁠⁠ asi 990)
- Engelbert III. (asi 990 –⁠⁠⁠⁠⁠ asi 1008)
- Engelbert IV. (asi 1008 –⁠⁠⁠⁠⁠ asi 1035)
- Walter I. (asi 1035 – asi 1090)
- Érard I. (asi 1090 – asi 1120?)
- Walter II. (asi 1120? – asi 1161)
- Érard II. (asi 1161 – 1191)
- Walter III. (1191–1205)
- Walter IV. (1205–1246)
- Jan I. (1246 – asi 1260)
- Hugo (asi 1260–1296)
- Walter V. (1296–1311)
- Walter VI. (1311–1356)
- Isabela (1356–1360)
- Dynastie z Enghien
- Sohier (1360–1364)
- Walter VII. (1364–1381)
- Ludvík I. (1381–1394)
- Markéta (1394–1397) se svým manželem:
- Lucemburská dynastie
- Jan II. (1394–1397)
- Petr I. (1397–1433)
- Ludvík II. (1433–1475)
- Petr II. (1475–1481)
- Antonín I. (1481–1519)
- Karel I. (1519–1530)
- Antonín II. (1530–1557)
- Jan III. (1557–1576)
- Karel II., vévoda z Brienne (1576–1608) (titul vévody z Brienne udělen v roce 1587; zanikl po jeho smrti)
- Luisa I. (1608–1647)
- Dynastie z Béonu
- Luisa II. (1647–1665) se svým manželem:
- Dynastie z Loménie
- Jindřich-August (1647–1666)
- Ludvík Jindřich (1666–1698)
- Ondřej Ludvík Jindřich (1698–1743)
- Mikuláš Ludvík (1743–1758)
- Ludvík Atanas (1758–1794)